# ラ・シェーズ＝デュー
ラ・シェーズ＝デュー （La Chaise-Dieu）は、フランス、オーヴェルニュ＝ローヌ＝アルプ地域圏、オート＝ロワール県のコミューン。
コミューンは14世紀に建てられたゴシック様式の修道院建築で有名である。これはのちにローマ教皇クレメンス6世となるピエール・ロジェ・ド・ボーフォールの依頼によって建てられている。修道院内部には『死の舞踏』を主題としたフレスコ画や、『マグダラのマリアの前に現れたキリスト』を含む12枚のタペストリー（2013年5月以降修復）、17世紀のオルガン、2つの部分で共有されるロフトの聖歌隊席、が収められている。
毎年8月末、ラ・シェーズ＝デューでは1966年にジョルジュ・シフラによって設立された音楽祭が開催されている。

## 地理
ラ・シェーズ＝デューは、リヴラドワ地方とヴレ山地の中間、標高1082mの花崗岩でできた高原に位置する。コミューンはピュイ＝ド＝ドーム県とオート＝ロワール県の県境にあり、リヴラドワ・フォルズ地域圏自然公園の心臓部に腰掛けている。最も近い町は、ブリウド、オゾン、アンベール、ル・ピュイ＝アン＝ヴレである。

## 人口統計
| 1962年 | 1968年 | 1975年 | 1982年 | 1990年 | 1999年 | 2004年 | 2012年 |
| ------ | ------ | ------ | ------ | ------ | ------ | ------ | ------ |
| 923    | 900    | 907    | 789    | 778    | 772    | 814    | 695    |

source=1999年までLdh/EHESS/Cassini、2004年からINSEE

## 史跡

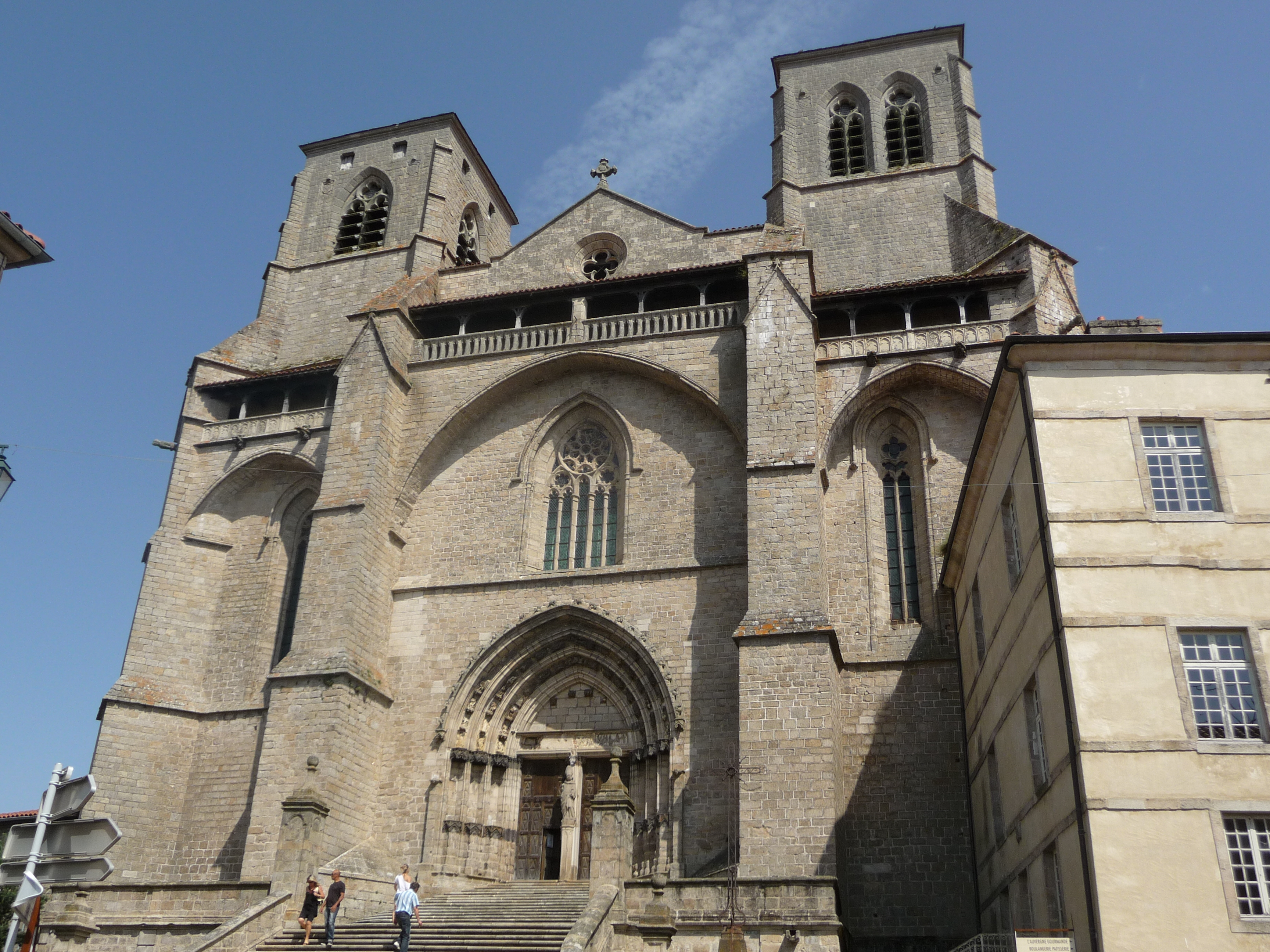
ラ・シェーズ＝デュー修道院

- ラ・シェーズ＝デュー修道院 - 14世紀、アヴィニョン教皇庁を建設したことで有名なユーグ・モレルが建設したラングドック式ゴシック建築。
- シフラ講堂 - 44回目の音楽祭が開催された2010年にオープン

## ゆかりの人物
- ローマ教皇クレメンス6世 - 修道院の聖歌隊席、白い大理石製の墓に埋葬されている。
- ロアン枢機卿 - 有名な首飾り事件の後、ルイ16世によって追放された。彼は修道院に隣接した住宅で暮らした。回廊はのちにピカソ家が購入している。
- 俳優カトリーヌ・シェルと彼女の夫は、1990年代半ばにラ・シェーズ＝デューでシャンブル・ドット（朝食付き民宿）をオープンさせた。このシャンブル・ドットは、『スペース1999』のファンにとってカルト的な地となった。